# ليزا سوزا
ليزا سوزا (بالإنجليزية: Lisa Sousa)‏ هي مؤرخة أمريكية، ولدت في 1962.